# Рипне
Рипне (пол. Rypne) — гірський потік в Україні, у Рожнятівському районі Івано-Франківської області у Галичині. Правий доплив Дуби, (басейн Дністра).

## Опис
Довжина потоку 6 км, висота витоку 700 м над рівнем моря, висота гирла 440 м над рівнем моря, найкоротша відстань між витоком і гирлом — 5,72  км, коефіцієнт звивистості потоку — 1,05 . Формується багатьма безіменними струмками. Потік тече у гірському масиві Ґорґани.

## Розташування
Бере початок на південно-західних схилах безіменної гори (800,8 м). Тече переважно на північний схід через хвойний ліс, через Ріпне і у селі Дуба впадає у річку Дуба, праву притоку Чечви.

## Цікаві факти
- На лівому березі потоку знаходиться Водоспад Підгуркало[2] та Ріпненський Камінь[2].